# Școala de la Frankfurt
Școala de la Frankfurt (germană Frankfurter Schule) este o școală de teorie și filozofie socială asociată în parte cu Institutul de Cercetări Sociale de la Universitatea Goethe din Frankfurt. Înființată în timpul perioadei interbelice, școala era formată din dizidenți neo-marxiști neconfortabili cu sistemele capitaliste, fasciste sau comuniste existente. Mulți dintre acești teoreticieni au crezut că teoria tradițională nu poate explica în mod adecvat dezvoltarea turbulentă și neașteptată a societăților capitaliste în secolul al XX-lea. Critici atît ai capitalismului, cît și ai socialismului sovietic, scrierile lor evidențiau posibilitatea unor căi alternative spre dezvoltare socială.
Acești teoreticieni erau, uneori, numai afiliați, iar unii autori subliniază că „cercul din Frankfurt” nu era nici o școală filosofică, nici un grup politic. Cu toate acestea, ei vorbeau de o paradigmă comună în minte; au împărtășit premisele marxiste hegeliene și au fost preocupați de întrebări similare. Pentru a completa omisiunile percepute ale marxismului clasic, ei au căutat să atragă răspunsuri din alte școli de gândire, folosind, prin urmare, idei de sociologie antipozitivistă, psihanaliză, filosofie existențială și alte discipline. Principalele figuri ale școlii au căutat să învețe și să sintetizeze lucrările unor gânditori diferiți precum Kant, Hegel, Marx, Freud, Weber, Simmel și Lukács.

În urma lui Marx, ei erau îngrijorați de condițiile care permit schimbarea socială și instituirea unor instituții raționale. Accentul lor pe componenta „critică” a teoriei a fost derivat în mod semnificativ din încercarea lor de a depăși limitele pozitivismului, materialismului și determinismului prin revenirea la filosofia critică a lui Kant și succesorii săi în idealismul german, în principal filosofia lui Hegel cu accentul pe dialectică și contradicție ca proprietăți inerente ale realității umane.

Începând cu anii 1960, teoria critică a Școlii din Frankfurt a fost din ce în ce mai influențată de cercetările lui Jürgen Habermas pe rațiune comunicativă, intersubiectivitate lingvistică și ceea ce Habermas numește „discursul filozofic al modernității”. Teoreticieni critici precum Raymond Geuss și Nikolas Kompridis și-au exprimat opoziția față de Habermas, considerând că a subminat aspirațiile pentru schimbare socială, care inițial au dat naștere diverselor proiecte ale teoriei critice - de exemplu, problematica semnificatiei analizei și extinderii „condițiilor de posibilitate” pentru emancipare socială și critica capitalismului modern.

### Membri marcanți
- Theodor W. Adorno
- Walter Benjamin
- Erich Fromm
- Jürgen Habermas
- Axel Honneth
- Max Horkheimer
- Siegfried Kracauer
- Otto Kirchheimer
- Leo Löwenthal
- Herbert Marcuse
- Oskar Negt
- Franz L. Neumann
- Franz Oppenheimer
- Friedrich Pollock
- Alfred Schmidt
- Alfred Sohn-Rethel
- Karl A. Wittfogel

## Legături externe
- Official website of the Institute for Social Research at the University of Frankfurt Arhivat în 18 ianuarie 2005, la Wayback Machine.
- "Critical Theory" on Stanford Encyclopedia of Philosophy
- Gerhardt, Christina. "Frankfurt School (Jewish émigrés)." The International Encyclopedia of Revolution and Protest. Ness, Immanuel (ed). Blackwell Publishing, 2009. Blackwell Reference Online.
- „The Frankfurt School and Critical Theory”. Internet Encyclopedia of Philosophy⁠(d).
- The Frankfurt School on the Marxists Internet Archive
- BBC Radio 4 Audio documentary "In our time: the Frankfurt School"